# Galtymore Mountain
Galtymore Mountain är ett berg i republiken Irland.   Det ligger i grevskapet County Limerick och provinsen Munster, i den centrala delen av landet, 170 km sydväst om huvudstaden Dublin. Toppen på Galtymore Mountain är 919 meter över havet. Galtymore Mountain ingår i Galty Mountains.
Terrängen runt Galtymore Mountain är huvudsakligen kuperad. Galtymore Mountain är den högsta punkten i trakten. Runt Galtymore Mountain är det glesbefolkat, med 13 invånare per kvadratkilometer. Närmaste större samhälle är Tipperary, 12,0 km norr om Galtymore Mountain. Trakten runt Galtymore Mountain består i huvudsak av gräsmarker.